# Colpo di spugna
Colpo di spugna è un film del 1981 diretto da Bertrand Tavernier.
Fu candidato al premio Oscar come miglior film straniero.
Il soggetto è tratto da Pop. 1280, romanzo di Jim Thompson, pubblicato originariamente nel 1964. Il romanzo è ambientato nel vecchio Texas mentre Tavernier traspone la vicenda in una Francia coloniale che rimanda alle atmosfere del Céline di Viaggio al termine della notte.

## Trama
Africa Occidentale Francese, 1938. In un piccolo villaggio coloniale, a capo della polizia c'è l'indolente e mollaccione Lucien Cordier. Si occupa pochissimo dell'ordine pubblico e la sua mancanza di autorità si traduce in eccessi di prepotenza della numerosa comunità francese sulla popolazione locale di colore. Cordier non sarebbe neanche razzista, come la maggior parte dei suoi connazionali, ma niente sembra vincere la sua pigrizia. Come se non bastasse, i due tenutari del locale bordello, lo dileggiano continuamente umiliandolo per puro divertimento, forti di una posizione sociale che li fa sentire intoccabili.
Cordier si reca in città dal suo superiore Chavasson, al quale chiede come comportarsi per limitare le continue vessazioni di questi soggetti. Questi, approfittandosi a sua volta della dabbenaggine di Cordier, gli consiglia tra il serio e il faceto di risolvere la cosa uccidendoli.
Tornato al villaggio Cordier, con impensabile efferatezza, uccide i due uomini e getta i loro corpi nel fiume. Chavasson, che lasciando il collega aveva intuito qualcosa, si precipità da lui per precisargli che il consiglio che gli aveva dato era uno scherzo. Cordier, che ha già messo a frutto quel consiglio, tranquillizza il suo superiore ma intanto, con un'insospettata abilità, cuce addosso allo stesso il profilo del perfetto assassino dei due tenutari, per ora solo scomparsi.
Forte di questo successo, Cordier comincia ad escogitare ed eseguire delitti dei quali con freddo raziocinio fa sì che vengano incolpate altre persone. Con la vedova del sordido Marcaillou si supera. Dopo esserne diventato amante riesce a farle uccidere la moglie Huguette e il suo "fratello" Nono che erano diventati scomodi.

## Produzione
Il film è stato girato interamente in Senegal tra Saint-Louis e i dintorni di Louga.

## Riconoscimenti
Candidato all'Oscar al miglior film straniero e a nove Premi César.
Nastro d'argento - 1986
Migliore attore straniero a Philippe Noiret